# Macizo Kondyor

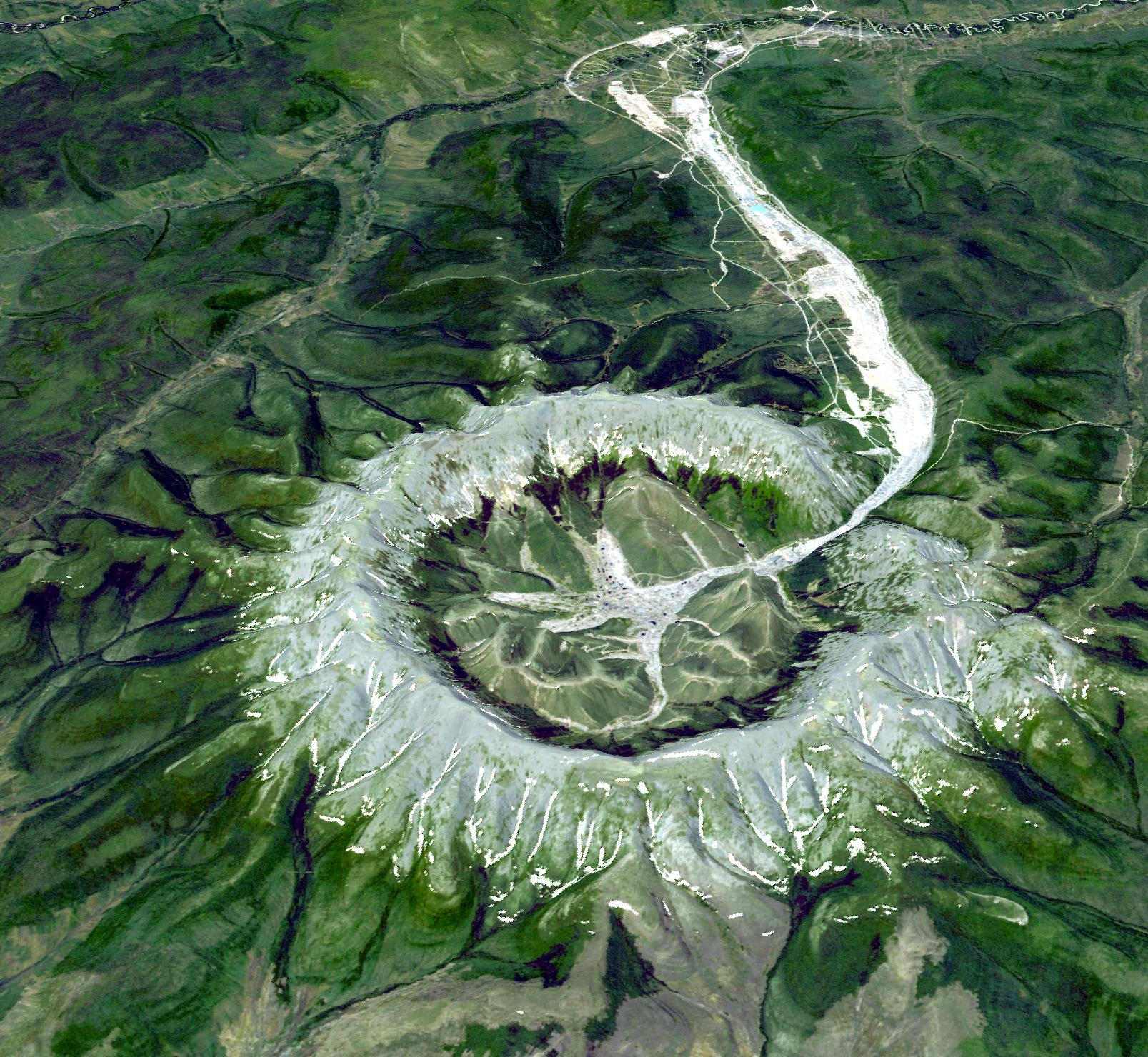
Vista simulada 3-D del macizo Kondyor por ASTER

El macizo Kondyor (горы Кондёр) o Konder es un Plutón circular prefecto, de en torno a 8 kilómetros de diámetro, en el Krai de Jabárovsk, Distrito Federal del Lejano Oriente de la Federación Rusa, a aproximadamente 600 km de oeste a sudoeste del mar de Ojotsk o unos 570 km al sudeste de Yakutsk. Se llega desde Yakutsk por carretera a través de Amga. Es una importante fuente de platino.
Desde 1984, Artel starateley «Amur» (parte del grupo de platino ruso) trabaja en este campo único de platino aluvial.

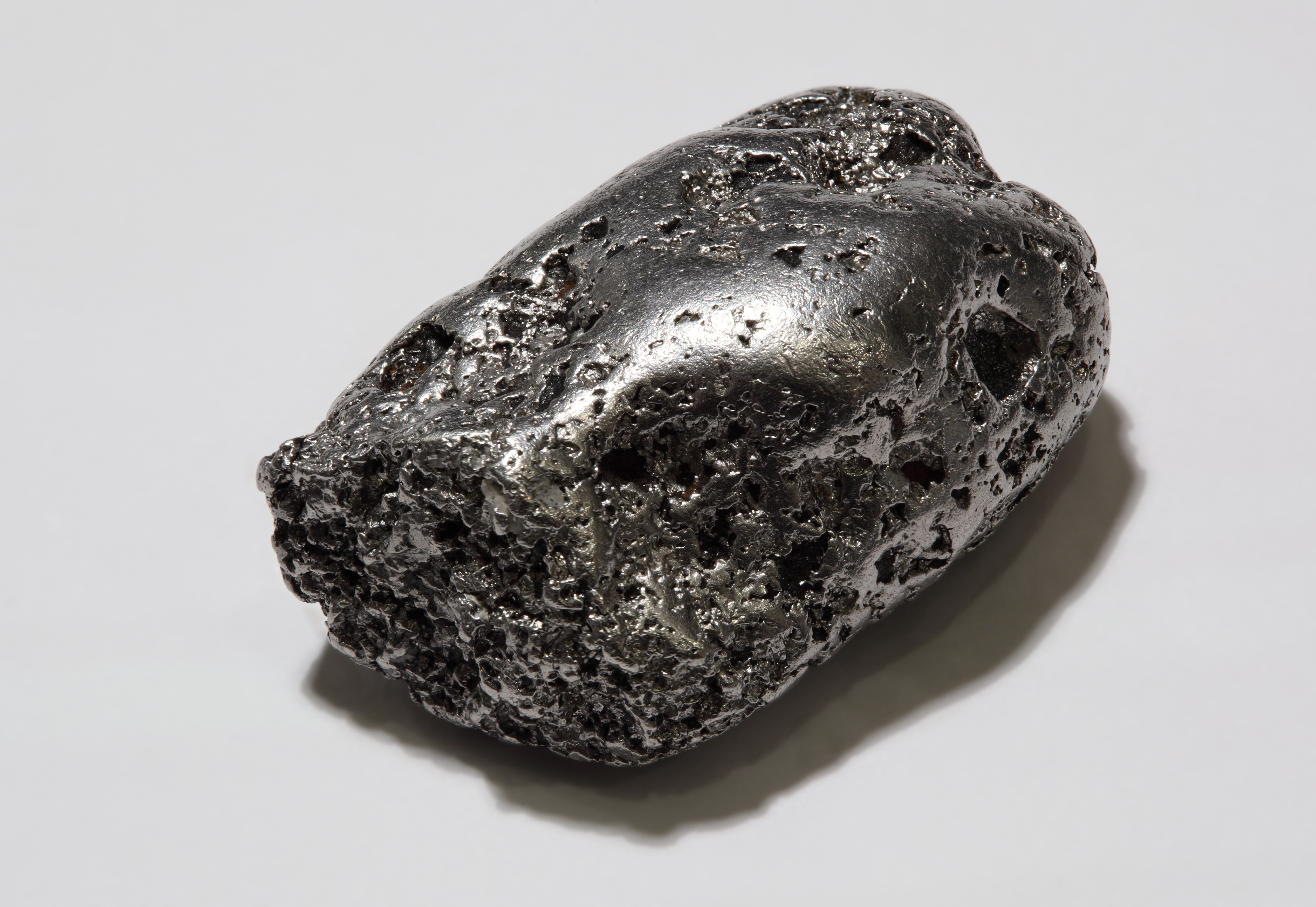
Pepita de platino del macizo Kondyor.